# Mount Bentley
Mount Bentley är ett berg i Antarktis. Det ligger i Västantarktis. Chile gör anspråk på området. Toppen på Mount Bentley är 4 245 meter över havet.
Terrängen runt Mount Bentley är kuperad åt nordväst, men åt sydost är den bergig. Trakten är obefolkad. Det finns inga samhällen i närheten. 